# Турнир за звание чемпионки мира по шахматам 1937
Шестой турнир за звание чемпионки мира по шахматам проходил в июле—августе 1937 года в Стокгольме.
26 участниц из 15 стран — Австрии, Англии, Венгрии, Германии, Дании, Италии, Ирландии, Латвии, Нидерландов, Норвегии, Палестины, Польши, США, Чехословакии, Швеции, а также представительница Шотландии. 
14 туров по швейцарской системе. 
Итоги: 
- 1. В. Менчик — 14 очков;
- 2. К. Бенини — 10;
- 3—4. С. Граф, М. Лауберте — по 9;
- 5. М. Бейн — 8½;
- 6—7. М. Карф, Н. Фишерова — по 8;
- 8—9. И. Андерссон, М. Гилкрист — по 7½;
- 10—16. А. Андерссон, Р. Герлецкая, Р. Германова, К. Родзант, Э. Сент-Джон, К. Фараго, Э. Холлоуэй — по 7;
- 17—20. Г. Гарум, О. Менчик, С. Райшер, Б. Флеров-Булхак — по 6½;
- 21—22. И. Ларсен, Ф. Томсон — по 6;
- 23. К. Бесков — 5½;
- 24. А. Шэннон — 5;
- 25. Р. Наккеруд — 2;
- 26. Э. Мельби — 1.